# 3 Pancerna Brygadowa Grupa Bojowa „Grey Wolf”
3 Pancerna Brygadowa Grupa Bojowa „Grey Wolf” (ang. 3rd Brigade Combat Team, 1st Cavalry Division „Grey Wolf”) – oddział armii Stanów Zjednoczonych stacjonujący w Fort Hood w Teksasie.

## Struktura organizacyjna
Skład 2019
- 1-12 CAV – 1 batalion 12 pułku kawalerii „Chargers”
- 3-8 CAV – 3 batalion 8 pułku kawalerii „War Horse”
- 2-7 CAV – 2 batalion 7 pułku kawalerii „Ghosts”
- 6-9 CAV – 6 szwadron 9 pułku kawalerii „Sabres”
- 2-82 FA – 2 batalion 82 pułku artylerii polowej „Steel Dragons”
- 3 batalion inżynieryjny „Beavers”
- 215 Batalion Wsparcia Brygady „Blacksmiths”

## Historia
Brygada została powołana do służby 29 sierpnia 1917. W grudniu 1917 zorganizowano dowództwo 3 Brygady jako element 15 Dywizji Kawalerii w Camp Harry J. Jones w Arizonie. Brygada zdemobilizowała się 15 lipca 1919, a 10 sierpnia 1921 ponownie odtworzona i weszła w skład nowo utworzonej 1 Dywizji Kawalerii. Brygada nigdy oficjalnie nie została zreorganizowana i pozostawała nieaktywna do czasu aktywacji 15 października 1940.

### Kampanie[2]
- II wojna światowa
  - Przełamanie linii Zygfryda;
  - Ofensywa w Ardenach;
  - Europa Środkowa.
- Wojna wietnamska
  - Obrona;
  - Kontrofensywa;
  - Kontrofensywa, faza II;
  - Kontrofensywa, faza II;
  - Kontrofensywa Tết;
  - Kontrofensywa, faza IV;
  - Kontrofensywa, faza V;
  - Kontrofensywa, faza VI;
  - Tết 69/Counteroffensive;
  - Lato-jesień 1969;
  - Zima-wiosna 1970;
  - Sanctuary Counteroffensive;
  - Kontrofensywa, faza VII
  - Wzmocnienie I;
  - Wzmocnienie II;
  - Zawieszenie broni.
- Wojna z terroryzmem
  - Irak.

### Wyróżnienia[2]
| Wstęga                   | Medal                                  | Rok                                 | Inskrypcja         |
| ------------------------ | -------------------------------------- | ----------------------------------- | ------------------ |
|                          | Presidential Unit Citation             | 23 października – 26 listopada 1965 | PLEIKU PROVINCE    |
|                          | Valorous Unit Award                    |                                     | QUANG TIN PROVINCE |
| Army Valorous Unit Award | May 1970                               | FISH HOOK                           |                    |
|                          | Meritorious Unit Commendation          | 1944                                | EUROPE 1944        |
| 1945                     | Meritorious Unit Commendation          | EUROPE 1945                         |                    |
| 2004–2005                | Meritorious Unit Commendation          | IRAQ                                |                    |
| 2008–2009                | Meritorious Unit Commendation          | IRAQ                                |                    |
| 2011                     | Meritorious Unit Commendation          | IRAQ                                |                    |
|                          | wietnamski Krzyż Waleczności z palmą   | 1965–1969                           | VIETNAM            |
| 1969–1970                | wietnamski Krzyż Waleczności z palmą   | VIETNAM                             |                    |
| 1970–1971                | wietnamski Krzyż Waleczności z palmą   | VIETNAM                             |                    |
| 1971–1972                | wietnamski Krzyż Waleczności z palmą   | VIETNAM                             |                    |
|                          | wietnamski Civil Actions Medal z palmą | 1969–1970                           | VIETNAM            |